# Warriors Orochi
A Warriors Orochi (Japánban Musō Orochi / 無双OROCHI) PlayStation 2-n és Xbox 360 konzolokon futó akció-videójáték, a Koei és az Omega Force fejlesztésében.
Japánban 2007. március 21-én, Európában szeptember 21-én jelent meg, a PlayStation Portable-, illetve a PC-átiratra 2008. március végéig várni kellett. A Warriors Orochi 2 2008. április 3-án jelent meg Japánban, Európában és az USA-ban 2008 szeptemberére várható.
Ez a játék a 15. századi Japánban játszódik. Számtalan karakterek közül választhatunk, és őket lehet igazi történelmi csatákba vinni. A játék külső nézetes, rpg. 
Minden egyes karakternek van saját története, s minél többet játszunk, annál több bontakozik ki.
A karakterek némelyike valódi hősök voltak a maguk korában, például Mijamoto Muszasi, aki költő, zen buddhista és kiváló kardforgató hírében állt.
A karakterek rendelkeznek egy segítővel is, akik a csaták közben igyekeznek a hősünket minél jobban védelmezni, és segíteni a csaták befejezésében. Egyben ha megfelelő pillanatban nyomjuk le a speciális gombot, akkor a hősünkkel halálos párt alkotva kaszabolhatjuk le az ellenséget.
A játék nagyon kötődik a japán kultúrához, a játékban is kitűnik, hogy a harcosok úgy mozognak, ahogyan az igazi szamurájok harcoltak. Ha egy ellenséget likvidálunk, akkor egy erős kard lendítéssel letörlik a vért a kardról, sőt meg is adják a tiszteletet az elesett bajtársaknak.
Minél több csatát vívunk meg győztesen, annál erősebb lesz a karakterünk, a segítők is kapnak bónuszokat a harcban véghez vitt hőstetteikért.
A játék rengeteg embert vonultat fel, s így visszahozza a csatamezők hangulatát. Például, amikor egymagunk végzünk egy nagyobb csapat katonával, az élve maradottak fejvesztve menekülnek előlünk.
A pályák elég változatosak, Japán egész területén találhatóak. Lehetnek sík füves puszták, vagy kiégett várkastélyok.
A játék érdekességei közé tartozik még az is, hogy a karakterünk a küldetések során pénzhez is hozzájut. Így a fegyverünket (ami lehet katana (ősi japán kard), lándzsa, muskéta, vagy egyszerű legyező) lehet szerkeszteni, tökéletesíteni amíg meg nem kapjuk a legerősebbet.

## Külső hivatkozások
- Hivatalos oldal (angol) Archiválva 2011. szeptember 7-i dátummal a Wayback Machine-ben
- Értékelés a játékról